# ال‌ان. ۴۰۱
ال‌ان. ۴۰۱ (به انگلیسی: Loire-Nieuport_LN.401) یک هواگرد ملخ‌پیشین تک‌موتوره از نوع بمب افکن شیرجه رو ساخت شرکت SNCAO است. هواگرد ال‌ان. ۴۰۱ نخستین پروازش را در ۶ ژوئیه ۱۹۳۸ میلادی انجام داد. این هواگرد در سال ۱۹۳۹ میلادی رسماً معرفی گردید و در سال‌های ۱۹۳۸–۱۹۴۲ تولید شده‌است. در مجموع، تعداد ۶۸ فروند از این هواگرد ساخته شده‌است.